# Panzergrenadierbrigade 4
Die Panzergrenadierbrigade 4 mit Stab in Göttingen war einer der ältesten Verbände des deutschen Heeres. Die Brigade wurde 1993 aufgelöst. Sie war im südlichen Niedersachsen um Göttingen und um Kassel im Norden Hessens stationiert.

## Geschichte

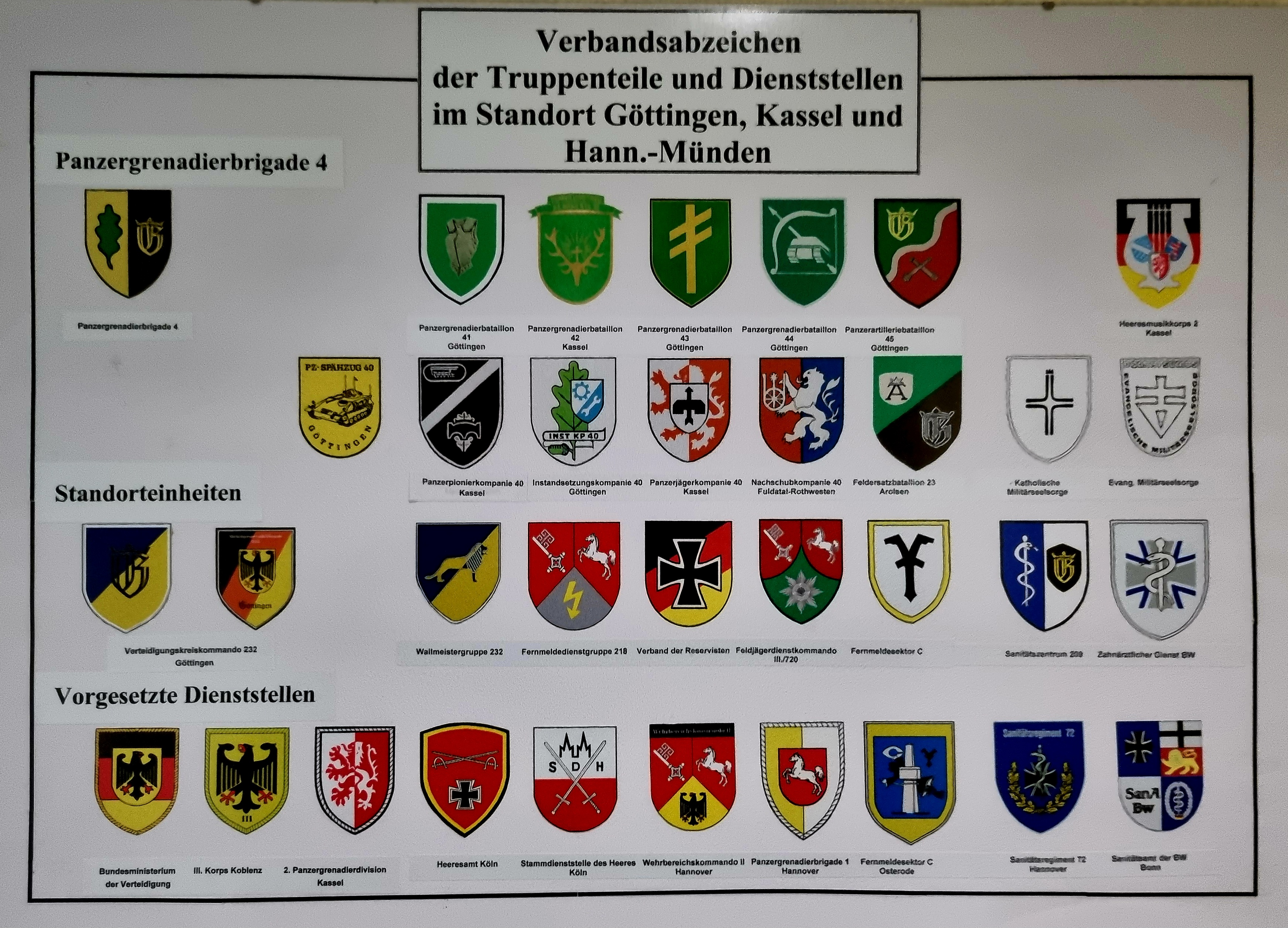
Die Verbandsabzeichen der Truppenteile und Dienststellen der PzGrenBrig 4

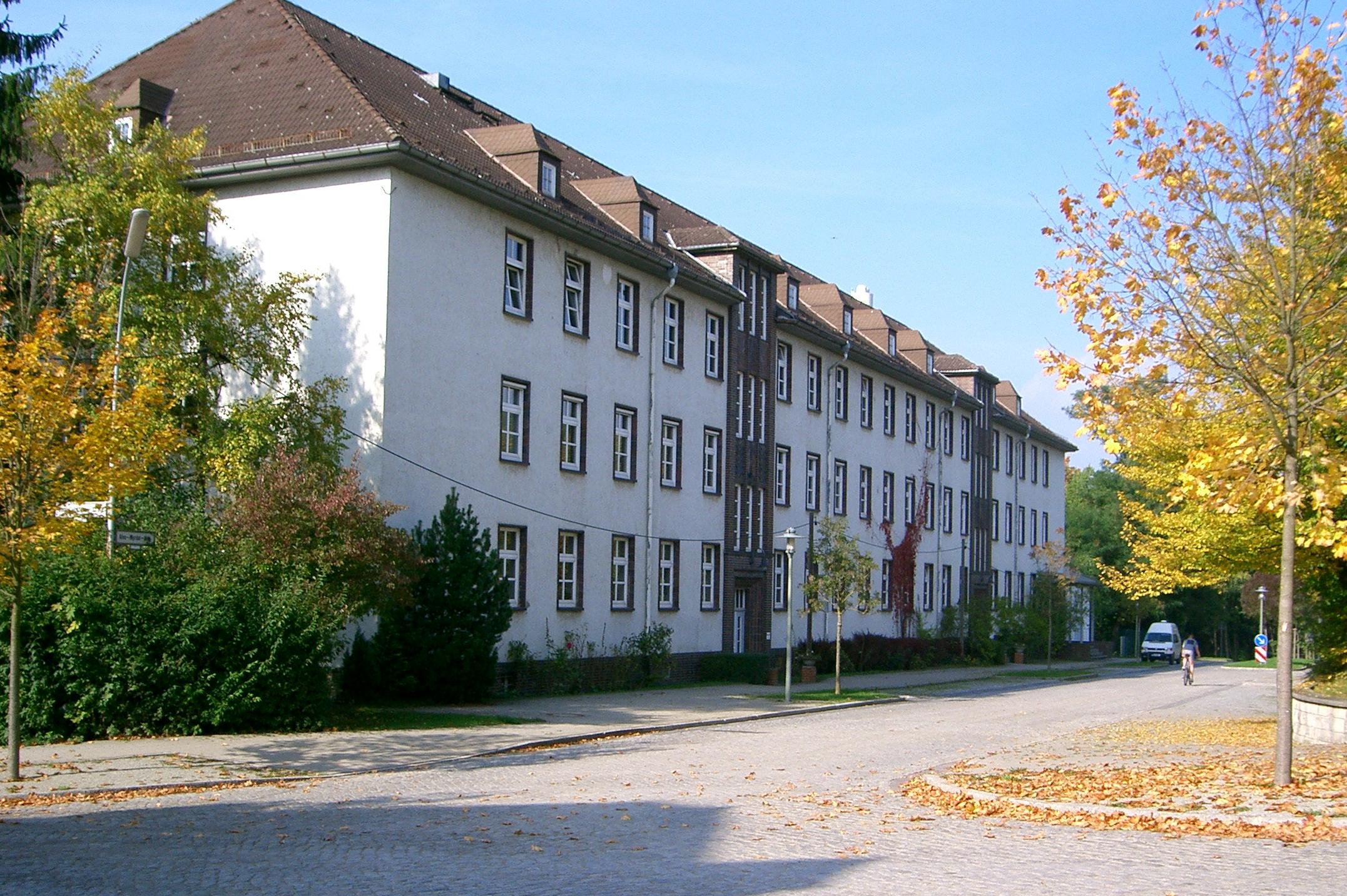
Ehemaliges Stabsgebäude in der Zieten-Kaserne in Göttingen

### Vorgeschichte als Kampfgruppe in der Heeresstruktur 1
Zur Einnahme der Heeresstruktur 1 wurde im Mai 1958 die Kampfgruppe C 2 mit Standort des Stabes in der Göttinger Zieten-Kaserne neu aufgestellt. Die Kampfgruppe C 2 unterstand der 2. Grenadierdivision. Ihr erster Kommandeur war Wolf Graf Baudissin, einer der Begründer des Konzepts der Inneren Führung der Bundeswehr. Die Kampfgruppe C 2 gliederte sich grob in folgende Truppenteile:
- Kampfgruppenstab Kampfgruppe C 2,[1] Göttingen[2]
  -  Grenadierbataillon 41, Höxter[1][2]
  -  Grenadierbataillon 42 „Hessische Jäger“, Kassel[1][2]
  -  Panzergrenadierbataillon 43, Göttingen[1][2]

### Heeresstruktur 2
Zur Einnahme der Heeresstruktur 2 wurde zum 1. April 1959 die Kampfgruppe C 2 in die Panzergrenadierbrigade 4 umgegliedert. Der Panzergrenadierbrigade 4 unterstanden:
- Panzergrenadierbataillon 41 (mot)
- Panzergrenadierbataillon 42 (mot)
- Panzergrenadierbataillon 43 (Schützenpanzer)
- Versorgungsbataillon 46
- Panzerpionierkompanie 40
- Panzerjägerkompanie 40
- Panzeraufklärungskompanie 40.

1961 wurde das Feldartilleriebataillon 45 unterstellt. 1962 folgte das neu aufgestellte Panzerbataillon 44 in Mengeringhausen bei Arolsen.
1968 wurde die ABC-Abwehrkompanie 40 in Kassel unterstellt, die beim Übergang in die Heeresstruktur 3 jedoch am 31. März 1971 aufgelöst wurde.

### Heeresstruktur 3
1970 wurde die Brigade in der Heeresstruktur 3 zur Jägerbrigade 4 umgegliedert; die Panzergrenadierbataillone hießen jetzt Jägerbataillone. 1972 wurde das Versorgungsbataillon 46 aufgelöst. Das Feldartilleriebataillon 45 in Göttingen wurde geteilt und teilweise der neuen Panzerbrigade 34 unterstellt. Aus den verbliebenen Teilen wird das Panzerartilleriebataillon 45 aufgestellt.

### Heeresstruktur 4
Ab 1980 hieß die Brigade in der Heeresstruktur 4 wieder Panzergrenadierbrigade 4. Der Brigade unterstanden in dieser Struktur:
- Gemischt / gekadertes Panzergrenadierbataillon 41 (Göttingen),
- Panzergrenadierbataillon 42 (Kassel)
- Panzergrenadierbataillon 43 (Göttingen)
- Panzerbataillon 44 (Göttingen)
- Panzerartilleriebataillon 45 (Göttingen)
- Feldersatzbataillon 23 (Arolsen, truppendienstliche Unterstellung)
- Stabskompanie (Göttingen)
- Instandsetzungskompanie 40 (Göttingen)
- Nachschubkompanie 40 (Fuldatal-Rothwesten)
- Panzerpionierkompanie 40 (Kassel)
- Panzerjägerkompanie 40 (Kassel).

Die Brigade umfasste im Herbst 1989 in der Friedensgliederung etwa 3150 Soldaten. Die geplante Aufwuchsstärke im Verteidigungsfall betrug rund 3550 Soldaten. Zum Aufwuchs war die Einberufung von Reservisten und die Mobilmachung von nicht aktiven Truppenteilen vorgesehen. Zum Ende der Heeresstruktur 4 im Herbst 1989 war die Brigade weiter Teil der 2. Panzergrenadierdivision und gliederte sich grob in folgende Truppenteile:
- Stab/Stabskompanie Panzergrenadierbrigade 4, Göttingen
  -  Panzerjägerkompanie 40, Kassel
  -  Panzerpionierkompanie 40, Kassel
  -  Nachschubkompanie 40, Fuldatal
  -  Instandsetzungskompanie 40, Göttingen
  -  Panzergrenadierbataillon 41 (teilaktiv), Göttingen
  -  Panzergrenadierbataillon 42, Kassel
  -  Panzergrenadierbataillon 43, Göttingen
  -  Panzerbataillon 44, Göttingen
  -  Panzerartilleriebataillon 45, Göttingen

### Heeresstruktur 5 bis zur Auflösung
Für die Erprobung der Heeresstruktur 5 im Rahmen des Truppenversuchs „Kaderung und rascher Aufwuchs“ wurde 1988 das Panzergrenadierbataillon 41 in ein Stammbataillon, das Panzerbataillon 44 in ein Aufwuchsbataillon und das bisherige Panzergrenadierbataillon 41 in das Panzerbataillon 41 umgewidmet. Dieser Versuch wurde 1991 beendet. 1992 wurde die Panzerjägerkompanie 40 außer Dienst gestellt, ebenso die Panzergrenadierbataillone 42 und 43 sowie die Panzerbataillone 44 und 41. 1993 folgte die Außerdienststellung der Panzerpionierkompanie 40, der Nachschubkompanie 40, des Feldersatzbataillons 23, des Panzerartilleriebataillons 45 und der Instandsetzungskompanie 40. Als letzter verbliebener Truppenteil in der Zieten-Kaserne in Göttingen, die danach geschlossen wurde, wurde die Stabskompanie der Panzergrenadierbrigade 4 im April 1993 außer Dienst gestellt.

## Einsätze
Die Brigade leistete im Sommer 1960 bei der Erntenothilfe durch 500 Soldaten Unterstützung. Weiterhin wurde die Brigade vom 17. Februar bis 2. März 1962 beim Einsatz während der Flutkatastrophe in Hamburg und von März bis Mai 1990 bei der Beseitigung von Sturmschäden in den Wäldern der Forstämter Kassel, Melsungen und Jühnde verwandt.

## Kommandeure
Folgende Offiziere waren Kommandeure der Brigade (Dienstgrad bei Kommandoübernahme):
| Nr. | Name                                   | Beginn der Berufung | Ende der Berufung  |
| --- | -------------------------------------- | ------------------- | ------------------ |
| 14  | Oberst Albrecht von und zu Egloffstein | 1. April 1993       | 30. September 1993 |
| 13  | Oberst Rainer Fell                     | 1. April 1991       | 31. März 1993      |
| 12  | Oberst Bernd Albert                    | 1. April 1989       | 31. März 1991      |
| 11  | Brigadegeneral Georg von Consbruch     | 1. April 1983       | 31. März 1989      |
| 10  | Brigadegeneral Hans Nebe               | 1. August 1979      | 31. März 1983      |
| 9   | Oberst Johann Hoster                   | 1. Oktober 1977     | 31. Juli 1979      |
| 8   | Oberst Otto-Günther Werren             | 1. April 1974       | 30. September 1977 |
| 7   | Oberst Gert Bastian                    | 1. Oktober 1971     | 31. März 1974      |
| 6   | Brigadegeneral Arndt-Dieter Thormeyer  | 1. Februar 1970     | 30. September 1971 |
| 5   | Oberst Eberhard Wagemann               | 1. April 1968       | 31. Januar 1970    |
| 4   | Oberst Hans-Joachim Kerschkamp         | 1. April 1965       | 31. März 1968      |
| 3   | Brigadegeneral Hans Hinrichs           | 1. Oktober 1963     | 31. März 1965      |
| 2   | Oberst Oswald Graf von Ressèguier      | 1. Juli 1961        | 30. September 1963 |
| 1   | Brigadegeneral Wolf Graf Baudissin     | 1. Juli 1958        | 30. Juni 1961      |

## Verbandsabzeichen

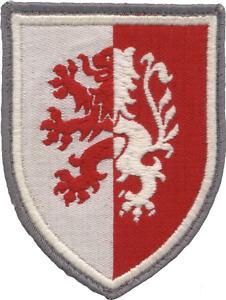
Gewebtes Verbandsabzeichen für den Dienstanzug

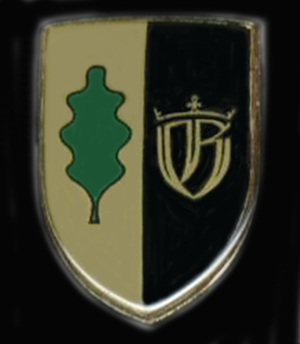
Internes Verbandsabzeichen des Stabes/Stabskompanie

Die Blasonierung des Verbandsabzeichens für den Dienstanzug der Angehörigen der Panzergrenadierbrigade 4 lautete:
 Silbern bordiert, gespalten von Silber und Rot, ein gespaltener, vorne roter, hinten silberner steigender Löwe.
Die Tingierung des Schildes entsprach der Flagge Hessens. Der Löwe ähnelten dem Bunten Löwen („Hessenlöwe“) der Ludowinger aus dem hessischen Landeswappen. Die Verbandsabzeichen der Division und der unterstellten Brigaden waren bis auf die Borde identisch. In der Tradition der Preußischen Farbfolge erhielt das Verbandsabzeichen der Panzergrenadierbrigade 4 als „erste“ Brigade der Division einen weißen Bord.
Da sich die Verbandsabzeichen der Brigaden der Division nur geringfügig unterschieden, wurde stattdessen auch das interne Verbandsabzeichen des Stabes bzw. der Stabskompanie pars pro toto als „Abzeichen“ der Brigade genutzt. Es zeigte auf einem schwarz-silbernen Schild wie in der preußischen Flagge einen aufrecht stehenden Eichenlaubzweig wie im Barettabzeichen der Jägertruppe. Das Monogramm „IR“ auf der linken Seite ist an das Abzeichen des 2. Kurhessischen Infanterie-Regiments Nr. 82 angelehnt.